# Kommandant der Seeverteidigung Libau
Der Kommandant der Seeverteidigung Libau, kurz Seekommandant Libau, war ein regionaler Küstenbefehlshaber der deutschen Kriegsmarine im Zweiten Weltkrieg mit Sitz in Libau.

## Geschichte
Die Kriegsmarine traf im Frühjahr 1941 organisatorische Vorbereitungen für den deutschen Angriff auf die Sowjetunion (Unternehmen Barbarossa). Zu diesem Zweck wurden die Stäbe mehrerer Seekommandanturen aufgestellt, die zunächst nur mit einem Buchstaben und ohne geografischen Bezug bezeichnet wurden. Dazu gehörte die Dienststelle des Kommandanten der Seeverteidigung O, die wiederum dem Marinebefehlshaber C unterstellt war. Ende Juli 1941 forderte der Seekommandant Kawelmacher 100 SS-Männer und 50 Schutzpolizisten an, um die Erschießung der jüdischen Bevölkerung von Libau (Massaker in Liepāja) zu beschleunigen. Das Kommando Arājs kam anschließend zum Einsatz und begann mit den Exekutionen.
Nach der der Besetzung des Baltikums wurde der Stab nach Libau verlegt und entsprechend umbenannt. Die Unterstellung wechselte im November 1941 unter den neu eingerichteten Admiral Ostland, ab Februar 1943 Kommandierender Admiral Ostland, und ab Februar 1944 unter den Kommandierenden Admiral östliche Ostsee. Nach der Eingliederung der Seekommandantur Riga mit Ausnahme Rigas selber wurde der Stab in Kommandant der Seeverteidigung Lettland umbenannt.

## Unterstellte Dienststellen und Verbände
Dem Seekommandanten waren folgende Verbände und Dienststellen unterstellt:
- Hafenkapitän Libau (ab Dezember 1944 dem neu aufgestellten Hafenkommandanten Libau unterstellt)
- Hafenkapitän Windau (ab 1942)
- Marine-Flak-Abteilung 239 (ztws 1941)
- Marineflakabteilung 712 (ab April 1943, vormals Marine-Flak-Abteilung 224, Brunsbüttel)
- 7. Ersatz-Marineartillerieabteilung (bis Dezember 1942)
- Marineartillerieregiment 10 (Libau, ab November 1944)
  - Marineartillerieabteilung 530 (Windau)
  - Marineartillerieabteilung 532 (Irbenmündung)
  - Marineartillerieabteilung 534 (Libau, im Oktober aus der Marineflakabteilung 711 gebildet)
- 9. Marinekraftfahrabteilung (Libau)
- Marinefestungspionierbataillon 321 (Libau)
- Kriegsmarinewerft, später Marineausrüstungsstelle Libau
- Marineartilleriearsenal Libau (ab September 1944, vorher Marineartilleriearsenal Reval)

## Seekommandanten
- Kapitän zur See Hans Kawelmacher, April 1941 – Januar 1942
- Kapitän zur See Siegfried Karstens, Januar 1942 – August 1944, zugleich Kommandeur des 3. Schiffsstammregiments
- Konteradmiral Wolff-Ehrenreich von Arnswaldt, August 1944 – Kriegsende